# Parque nacional Lane Cove

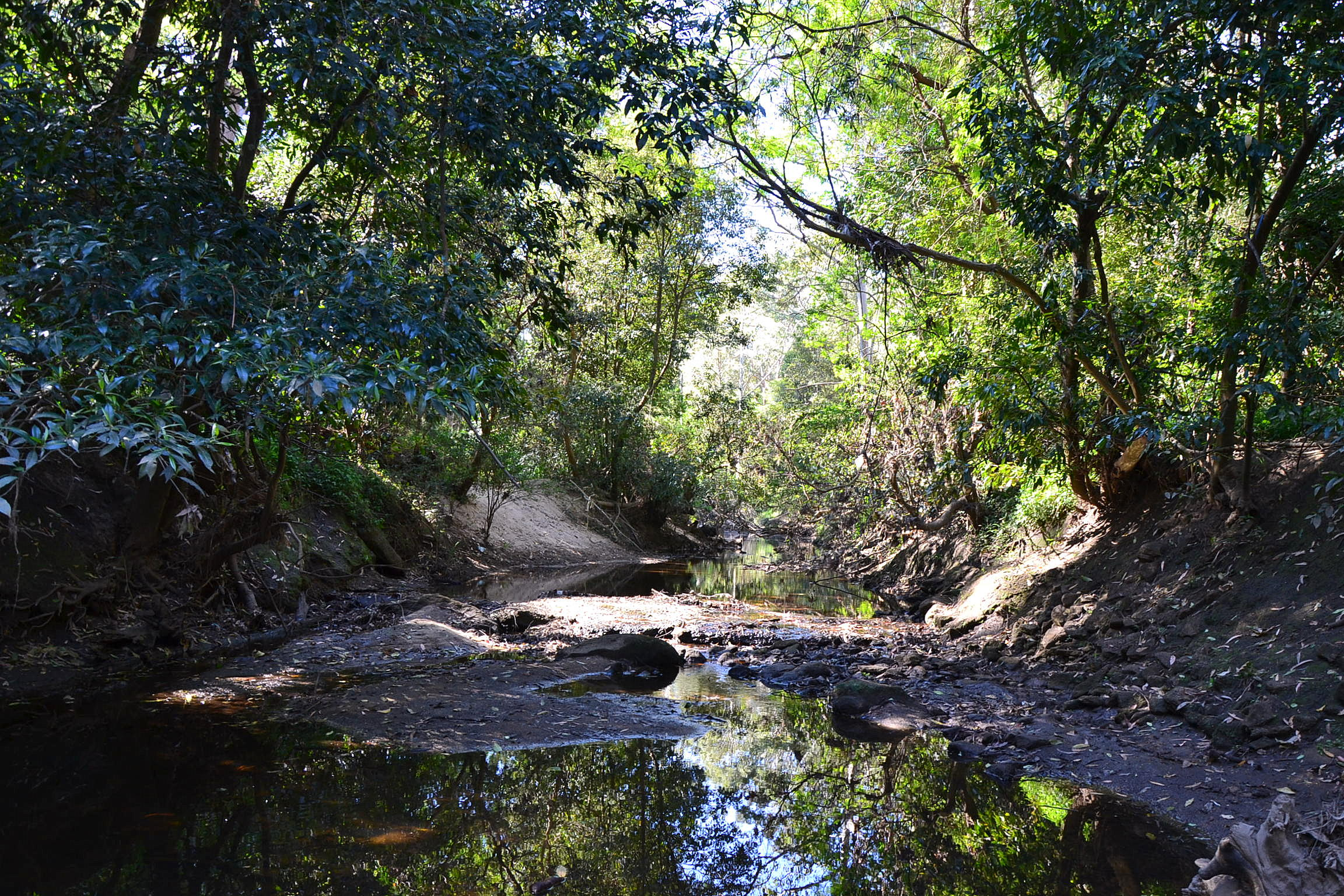
Imagen del parque nacional Lane Cove.(Australia)

El Parque Nacional Lane Cove es un parque nacional en Nueva Gales del Sur (Australia), ubicado a 11 km al norte de Sídney.

## Ficha
- Área: 6 km²
- Coordenadas: 33°47′01″S 151°08′19″E / -33.78361, 151.13861
- Fecha de Creación: 24 de abril de 1992
- Administración: Servicio Para la Vida Salvaje y los Parques Nacionales de Nueva Gales del Sur
- Categoría IUCN: V